# Violetkeelzonnekolibrie
De violetkeelzonnekolibrie (Heliangelus viola) is een vogel uit de familie Trochilidae (kolibries).

## Verspreiding en leefgebied
Deze soort komt voor in Ecuador en Peru.